# Mostafa El Gamel
Mostafa Mohamed Hisham Muhammad Salah Abdulhamid El Gamel (in arabo مصطفى الجمل‎?; Giza, 1º ottobre 1988) è un martellista egiziano vincitore della medaglia d'oro ai Giochi panafricani nel lancio del disco, nel 2011, nel 2015, nel 2019 e nel 2024.

## Record nazionali
Seniores
- Lancio del martello: 81,27 m ( Il Cairo, 21 marzo 2014)

## Progressione

### Lancio del martello
| Stagione | Misura  | Luogo    | Data       | Rank. Mond. |
| -------- | ------- | -------- | ---------- | ----------- |
| 2024     | 73,92 m | Il Cairo | 29-2-2024  |             |
| 2023     | 77,47 m | Il Cairo | 24-5-2023  |             |
| 2022     | 75,49 m | Maadi    | 17-9-2022  |             |
| 2021     | 77,20 m | Maadi    | 28-6-2021  |             |
| 2020     | 74,50 m | Maadi    | 31-12-2020 |             |
| 2019     | 74,10 m | Maadi    | 26-7-2019  |             |
| 2018     | 77,71 m | Il Cairo | 11-4-2018  |             |
| 2017     | 75,64 m | Il Cairo | 14-5-2017  |             |
| 2015     | 79,90 m | Il Cairo | 25-7-2015  |             |
| 2014     | 81,27 m | Il Cairo | 21-3-2014  |             |
| 2013     | 79,18 m | Il Cairo | 23-3-2013  |             |
| 2012     | 77,14 m | Boulder  | 13-6-2012  |             |
| 2011     | 74,76 m | Maputo   | 14-9-2011  |             |
| 2010     | 73,69 m | Il Cairo | 5-7-2010   |             |
| 2009     | 71,88 m | Il Cairo | 20-3-2009  |             |
| 2008     | 71,15 m | Radès    | 28-6-2008  |             |
| 2004     | 66,76 m | Il Cairo | 19-9-2004  |             |

## Palmarès
| Anno | Manifestazione           | Sede         | Evento              | Risultato | Prestazione | Note                          |
| ---- | ------------------------ | ------------ | ------------------- | --------- | ----------- | ----------------------------- |
| 2007 | Africani U20             | Ouagadougou  | Lancio del martello | Oro       | 66,36 m     |                               |
| 2008 | Campionati africani      | Addis Abeba  | Lancio del martello | Argento   | 69,70 m     |                               |
| 2010 | Campionati africani      | Nairobi      | Lancio del martello | Bronzo    | 71,40 m     |                               |
| 2011 | Mondiali                 | Taegu        | Lancio del martello | 29º (q)   | 68,38 m     |                               |
| 2011 | Giochi panafricani       | Maputo       | Lancio del martello | Oro       | 74,76 m     | Miglior prestazione personale |
| 2012 | Campionati africani      | Porto-Novo   | Lancio del martello | Bronzo    | 73,81 m     | [ 1 ]                         |
| 2012 | Giochi olimpici          | Londra       | Lancio del martello | 28º (q)   | 71,36 m     |                               |
| 2013 | Giochi del Mediterraneo  | Mersin       | Lancio del martello | Oro       | 76,68 m     | [ 2 ]                         |
| 2014 | Campionati africani      | Marrakech    | Lancio del martello | Oro       | 79,09 m     | Record dei campionati         |
| 2015 | Mondiali                 | Pechino      | Lancio del martello | 7º        | 76,81 m     |                               |
| 2015 | Giochi panafricani       | Brazzaville  | Lancio del martello | Oro       | 74,92 m     | [ 3 ]                         |
| 2018 | Campionati africani      | Asaba        | Lancio del martello | Oro       | 73,50 m     |                               |
| 2019 | Giochi panafricani       | Rabat        | Lancio del martello | Oro       | 72,50 m     |                               |
| 2019 | Mondiali                 | Doha         | Lancio del martello | 30º (q)   | 70,45 m     |                               |
| 2019 | Giochi mondiali militari | Wuhan        | Lancio del martello | 5º        | 68,74 m     |                               |
| 2021 | Giochi olimpici          | Tokyo        | Lancio del martello | 23º (q)   | 72,76 m     |                               |
| 2022 | Campionati africani      | Saint-Pierre | Lancio del martello | 4º        | 67,80 m     |                               |
| 2022 | Giochi del Mediterraneo  | Orano        | Lancio del martello | 7º        | 70,48 m     |                               |
| 2023 | Mondiali                 | Budapest     | Lancio del martello | 28º (q)   | 71,36 m     | [ 4 ]                         |
| 2024 | Giochi panafricani       | Accra        | Lancio del martello | Oro       | 73,65 m     | [ 5 ]                         |
| 2024 | Campionati africani      | Douala       | Lancio del martello | Oro       | 72,88 m     |                               |
| 2024 | Giochi olimpici          | Parigi       | Lancio del martello | 30º (q)   | 70,09 m     |                               |

## Campionati nazionali
- 6 volte campione nazionale egiziano del getto del peso (2018, 2019, 2020, 2021, 2022, 2023)

2018
- Oro ai campionati egiziani (Il Cairo), lancio del martello - 77,54 m

2019
- Oro ai campionati egiziani (Maadi), lancio del martello - 74,10 m

2020
- Oro ai campionati egiziani (Maadi), lancio del martello - 73,72 m

2021
- Oro ai campionati egiziani (Maadi), lancio del martello - 74,40 m

2022
- Oro ai campionati egiziani (Maadi), lancio del martello - 72,22 m

2023
- Oro ai campionati egiziani (Maadi), lancio del martello - 74,58 m

## Altre competizioni internazionali
2011
- Argento ai Giochi panarabi ( Doha), lancio del martello - 70,23 m

2013
- Oro ai Giochi della solidarietà islamica ( Palembang), lancio del martello - 77,73 m

2014
- Argento ai Coppa continentale ( Marrakesh), lancio del martello - 78,89 m

2015
- Oro ai Campionati arabi ( Manama), lancio del martello - 74,81 m

2018
- Argento ai Coppa continentale ( Ostrava), lancio del martello - 74,22 m

2023
- Oro ai Campionati arabi ( Marrakech), lancio del martello - 75,70 m
- Oro ai Giochi panarabi ( Algeri), lancio del martello - 76,48 m